# Jeanne Granier
Jeanne Granier, född 31 mars 1852 i Paris, död där 18 december 1939, var en fransk skådespelerska.
Jeanne Granier debuterade 1874 i La Jolie Parfumeuse på Théâtre de la Renaissance i Paris. Under sina första år vid Renaissance fick hon vid flera tillfällen att visa sin ungdomliga charm i sång och spel, bland annat som Giroflé-Girofla, Lille hertigen och Graziella i Lilla frun. Granier var senare knuten till olika operettscener i Paris och Bryssel. År 1895 övergick hon till talscenen. Bland hennes roller på talscenen märks Charlotte Lanier i La veine och drottningen i Éducation de prince.